# Mauro Negri
Mauro Negri (* 1966 in Mantua) ist ein italienischer Jazzmusiker (Klarinette, Saxophone, Komposition).

## Leben und Wirken
Negri erhielt eine klassische Instrumentalausbildung durch Giovanni Bertolini. Während der akademischen Studienzeit gab er Konzerte mit dem Pianisten Marino Nicolini im Duo und anderen Kammermusikensembles.
1987 nahm Negri mit dem Florence Jazz Orchestra an einer Russland-Tournee teil. 1989 nahm er mit Franco D’Andrea sein erstes Album Patarau für Splasch Records auf. Mit seinem zweiten, außergewöhnlich (mit Klarinette, Cello, Gitarre und Schlagzeug) besetztem Quartett Trapezomantilo entstanden seit 1991 mehrere Alben. Danach nahm er eine Platte als Solist für das Label Sentemo auf und gründete ein Trio mit dem Gitarristen Sandro Gibellini und dem Pianisten Paolo Birro.
1996 gründete er die Mauro Negri S.F. Group, mit der er ein Album für Splasc(h) Records mit dem Titel So Funky aufnahm und die Zusammenarbeit mit Enrico Rava begann. Das Quartett trat bei zahlreichen italienischen Festivals auf. Weiterhin gehörte Negri zu den Gruppen von Aldo Romano, mit dem er international Konzerte gab und mehrere Alben einspielte. 1998 begleitete er im Della Scala Academic Orchestra Enrico Rava, Giovanni Tommaso, Gato Barbieri und Jimmy Cobb. 2005 arbeitete er mit dem Vienna Art Orchestra zusammen. Derzeit ist er Mitglied in zwei Formationen des französischen Akkordeonisten Richard Galliano, Homage to Nino Rota und New Tangaria.
Weiterhin trat er mit Kenny Wheeler, Billy Cobham, Albert Mangelsdorff, Lee Konitz, Sal Nistico, Tony Scott, Steve Lacy, Paul Jeffrey, Stefano Bollani, Tommy Turrentine, Manfred Schoof, Kim Clarke, Marc Abrams, Natalie Cole, Paolo Fresu, Furio Di Castri, Paolo Pellegatti, Enrico Intra, Tullio De Piscopo, Giorgio Gaslini und Franco Cerri auf. Er ist auch auf Alben von Enrico Rava, Claudio Fasoli, Ares Tavolazzi, dem Lydian Sound Orchestra und dem Album Sulla tua bocca lo dirò der italienischen Sängerin Mina zu hören. Er begleitete Eros Ramazzotti und Edoardo Bennato auf ihren Welttourneen und nahm seit 1988 als Saxophonist und Klarinettist an allen italienischen Fernsehsendungen von Adriano Celentano teil.
Seit 2006 lehrt er auf der Professur für Jazzkomposition am Konservatorium in Mantua. Im Folgejahr publizierte er das Lehrbuch Master in clarinetto jazz bei BMG Ricordi.

## Preise und Auszeichnungen
Mit 18 Jahren wurde Negri 1984 Zweiter im Wettbewerb für das Erste Saxophon der R.A.I. in Mailand. 1985 wurde er als „bester Musiker insgesamt“ im nationalen Wettbewerb Viva i Giovani ausgezeichnet; im selben Jahr gewann er den ersten Preis im nationalen Wettbewerb für Saxophonisten von Agliani d’Asti und wurde anschließend von der Zeitschrift Fare Musica als „bestes Talent“ ausgezeichnet. 1990 war er Finalist beim europäischen Wettbewerb bei den Leverkusener Jazztagen. 1991 gewann er den Jazz Contest mit seinem neuen Quartett Trapezomantilo. 1992 gewann er den Preis von Top Jazz für „das beste italienische Talent“ und 1993 wurde er von der Fachzeitschrift Musica Jazz zum „besten neuen italienischen Talent“ gewählt.

## Lexikalischer Eintrag
- Flavio Caprera: Dizionario del jazz italiano. Universale Economica Feltrinelli 2014